# Адад, Маурисио
Маурисио Адад (исп. Mauricio Hadad; род. 7 декабря 1971 года в Кали) — колумбийский профессиональный теннисист и теннисный тренер.
- Как игрок — член сборной Колумбии в Кубке Дэвиса, победитель одного турнира АТР в одиночном разряде
- Как тренер — основатель теннисной академии Маурисио Адада, тренер Марии Шараповой

## Игровая карьера
Свои первые матчи в профессиональных турнирах Маурисио Адад провёл в декабре 1988 года. Его дебют состоялся в рамках турнира уровня ATP Challenger, проходившего в Боготе. На следующий год Адад на аналогичном турнире, проходившем в Боготе в октябре, уже завоевал свой первый профессиональный титул в одиночном, а ещё год спустя там же — и в парном разряде. С 1989 года он начал выступления за сборную Колумбии в матчах II Американской группы Кубка Дэвиса.
С 1992 года появления Адада в профессиональных турнирах стали регулярными. Выиграв «челленджеры» в Севилье и Кали, он окончил сезон в середине второй сотни рейтинга ATP, а через год после ещё трёх побед на латиноамериканских турнирах этого уровня приблизился вплотную к Top-100. 1994 и 1995 годы стали в его карьере наиболее удачными: в этот период он дважды играл в финалах турниров АТР, сначала проиграв в Боготе, а затем выиграв на Бермудах. За эти годы он записал в свой актив ряд побед над соперниками из Top-50 (Карлос Коста, Магнус Ларссон, Слава Доседел, Аарон Крикстейн, Ричи Ренеберг, Джейсон Столтенберг) и к сентябрю 1995 года, пробившись в третий круг на Открытого чемпионата США, достиг высшего в карьере 78-го места в рейтинге. В начале следующего года он добрался до третьего круга и на Открытом чемпионате Австралии после победы над хозяином корта, восходящей звездой австралийского тенниса Патриком Рафтером, но в дальнейшем на турнирах высокого уровня больших успехов не добивался, ограничившись победами в «челленджерах».
Почти полностью пропустив сезон 1997 года, Адад вернулся на корт в 1998 году и продолжал выступать до начала 2001 года. За этот период возобновлённой активности он вновь выиграл несколько «челленджеров», а также дошёл до финала турнира АТР в Боготе в паре с испанцем Хуаном Балсельсом. Свои последние матчи он провёл в апреле 2001 года в Кубке Дэвиса, завершив карьеру двумя победами над соперниками из Коста-Рики.

## Участие в финалах турниров АТР за карьеру (3)

### Одиночный разряд (1+1)
| Результат | Дата             | Турнир                      | Покрытие | Соперник в финале | Счёт в финале  |
| --------- | ---------------- | --------------------------- | -------- | ----------------- | -------------- |
| Поражение | 12 сентября 1994 | Богота, Колумбия            | Грунт    | Николас Перейра   | 3-6, 6-3, 4-6  |
| Победа    | 17 апреля 1995   | Пейджет, Бермудские Острова | Грунт    | Хавьер Франа      | 7-65, 3-6, 6-4 |

### Парный разряд (0+1)
| Результат | Дата         | Турнир           | Покрытие | Партнёр       | Соперники в финале              | Счёт в финале  |
| --------- | ------------ | ---------------- | -------- | ------------- | ------------------------------- | -------------- |
| Поражение | 6 марта 2000 | Богота, Колумбия | Грунт    | Хуан Балсельс | Пабло Альбано Лукас Арнольд Кер | 6-74, 6-1, 2-6 |

## Тренерская карьера
После окончания выступлений Адад получил место тренера в теннисной Академии Ника Боллетьери, где в этот период среди его учеников были Сабина Лисицки и лидер американского студенческого тенниса Алекс Клейтон. С марта 2004 года Адад тренировал 17-летнюю Марию Шарапову, которую через несколько месяцев привёл к победе в Уимблдонском турнире. В дальнейшем Адад открыл собственную теннисную академию в Боготе и тренировал ведущую британскую теннисистку Хезер Уотсон.